# Simulium santomi
Simulium santomi es una especie de insecto del género Simulium, familia Simuliidae, orden Diptera.
Fue descrita científicamente por Mustapha, 2004.